# Saison 25 de Doctor Who, première série
Chronologie
Saison 24 Saison 26
Cet article présente les épisodes de la vingt-cinquième saison de la première série de la série télévisée Doctor Who.

## Liste des épisodes
| N° de l'épisode | Part. | Titre original                               | Scénario        | Réalisation   | Première diffusion au Royaume-Uni                                 | Code | Audience (en millions) |
| --------------- | ----- | -------------------------------------------- | --------------- | ------------- | ----------------------------------------------------------------- | ---- | ---------------------- |
| 148             | 1     | Remembrance of the Daleks (4 épisodes)       | Ben Aaronovitch | Andrew Morgan | 5 octobre 1988 12 octobre 1988 19 octobre 1988 26 octobre 1988    | 7H   | 5,5 5,8 5,1 5          |
| 149             | 2     | The Happiness Patrol (3 épisodes)            | Graeme Curry    | Chris Clough  | 2 novembre 1988 9 novembre 1988 16 novembre 1988                  | 7L   | 5,3 4,6 5,3            |
| 150             | 3     | Silver Nemesis (3 épisodes)                  | Kevin Clarke    | Chris Clough  | 23 novembre 1988 30 novembre 1988 7 décembre 1988                 | 7K   | 6,1 5,2                |
| 151             | 4     | The Greatest Show in the Galaxy (4 épisodes) | Stephen Wyatt   | Alan Wareing  | 14 décembre 1988 21 décembre 1988 28 décembre 1988 4 janvier 1989 | 7J   | 5 5,3 4,8 6,6          |